# Final de la Copa del Rey de fútbol 2014-15
La Final de la Copa del Rey de fútbol 2014-15 fue la 111.ª edición de la definición del torneo, se disputó el 30 de mayo de 2015 en el Camp Nou de Barcelona. Los equipos que la disputaron fueron el Athletic Club y el Fútbol Club Barcelona; quienes por octava vez se enfrentaron en el desenlace copero, siendo esta la tercera final entre ambos en los últimos seis años.
Por 27.ª ocasión en su historia, los azulgranas se quedaron con el título al imponerse por 3 a 1 a Los Leones en una disputada final a estadio repleto.

## Camino a la final
| Athletic Club       | Athletic Club | Athletic Club            | Eliminatoria     | F. C. Barcelona    | F. C. Barcelona | F. C. Barcelona          |
| ------------------- | ------------- | ------------------------ | ---------------- | ------------------ | --------------- | ------------------------ |
| Oponente            | Resultado     | Global                   |                  | Oponente           | Resultado       | Global                   |
| C. D. Alcoyano      | 2–1           | 1–1 visitante; 1–0 local | Dieciseisavos    | S. D. Huesca       | 12–1            | 4–0 visitante; 8–1 local |
| R. C. Celta de Vigo | 4–4           | 4–2 visitante; 2–0 local | Octavos de final | Elche C. F.        | 9–0             | 5–0 local; 4–0 visitante |
| Málaga C. F.        | 1–0           | 0–0 visitante; 1–0 local | Cuartos de final | Atlético de Madrid | 4–2             | 1–0 local; 3–1 visitante |
| R. C. D. Español    | 3–1           | 1–1 local; 2–0 visitante | Semifinales      | Villarreal C. F.   | 6–2             | 3–1 local; 3–1 visitante |

## Partido
| 13         | POR        | Iago Herrerín    |     |
| 12         | DEF        | Unai Bustinza    |     |
| 16         | DEF        | Xabier Etxeita   |     |
| 4          | DEF        | Aymeric Laporte  |     |
| 24         | DEF        | Mikel Balenziaga |     |
| 6          | MED        | Mikel San José   |     |
| 7          | MED        | Beñat Etxebarria | 75' |
| 15         | MED        | Andoni Iraola    | 58' |
| 17         | MED        | Mikel Rico       | 75' |
| 30         | DEL        | Iñaki Williams   |     |
| 20         | DEL        | Aritz Aduriz     |     |
| Entrenador | Entrenador | Ernesto Valverde |     |

| 1          | POR        | Marc-André ter Stegen |     |
| 22         | DEF        | Dani Alves            |     |
| 3          | DEF        | Gerard Piqué          |     |
| 14         | DEF        | Javier Mascherano     |     |
| 18         | DEF        | Jordi Alba            | 78' |
| 4          | MED        | Ivan Rakitić          |     |
| 5          | MED        | Sergio Busquets       |     |
| 8          | MED        | Andrés Iniesta        | 56' |
| 10         | DEL        | Lionel Messi          |     |
| 9          | DEL        | Luis Suárez           | 78' |
| 11         | DEL        | Neymar                |     |
| Entrenador | Entrenador | Luis Enrique          |     |

| 14 | MED | Markel Susaeta  | 58' |
| 11 | DEL | Ibai Gómez      | 59' |
| 8  | MED | Ander Iturraspe | 86' |

| 6  | MED | Xavi Hernández  | 56' |
| 24 | DEF | Jérémy Mathieu  | 78' |
| 7  | DEL | Pedro Rodríguez | 78' |

| Anotado | 80' | Iñaki Williams | 1-3 |

| Anotado | 20' | Lionel Messi | 0-1 |
| Anotado | 37' | Neymar       | 0-2 |
| Anotado | 74' | Lionel Messi | 0-3 |

| Amonestado | 42' | Andoni Iraola    |
| Amonestado | 57' | Mikel Balenziaga |
| Amonestado | 66' | Iñaki Williams   |
| Amonestado | 87' | Aritz Aduriz     |

| Amonestado | 41' | Gerard Piqué    |
| Amonestado | 88' | Neymar          |
| Amonestado | 90' | Sergio Busquets |

| Árbitro                                                      | Carlos Velasco Carballo   |
| Árbitros asistentes                                          | Roberto Alonso Fernández  |
| Árbitros asistentes                                          | Juan Carlos Yuste Jiménez |
| Cuarto árbitro                                               | Carlos del Cerro Grande   |
| Reporte Archivado el 10 de julio de 2018 en Wayback Machine. |                           |

| 13         | POR        | Iago Herrerín    |     |
| 12         | DEF        | Unai Bustinza    |     |
| 16         | DEF        | Xabier Etxeita   |     |
| 4          | DEF        | Aymeric Laporte  |     |
| 24         | DEF        | Mikel Balenziaga |     |
| 6          | MED        | Mikel San José   |     |
| 7          | MED        | Beñat Etxebarria | 75' |
| 15         | MED        | Andoni Iraola    | 58' |
| 17         | MED        | Mikel Rico       | 75' |
| 30         | DEL        | Iñaki Williams   |     |
| 20         | DEL        | Aritz Aduriz     |     |
| Entrenador | Entrenador | Ernesto Valverde |     |

| 1          | POR        | Marc-André ter Stegen |     |
| 22         | DEF        | Dani Alves            |     |
| 3          | DEF        | Gerard Piqué          |     |
| 14         | DEF        | Javier Mascherano     |     |
| 18         | DEF        | Jordi Alba            | 78' |
| 4          | MED        | Ivan Rakitić          |     |
| 5          | MED        | Sergio Busquets       |     |
| 8          | MED        | Andrés Iniesta        | 56' |
| 10         | DEL        | Lionel Messi          |     |
| 9          | DEL        | Luis Suárez           | 78' |
| 11         | DEL        | Neymar                |     |
| Entrenador | Entrenador | Luis Enrique          |     |

| 14 | MED | Markel Susaeta  | 58' |
| 11 | DEL | Ibai Gómez      | 59' |
| 8  | MED | Ander Iturraspe | 86' |

| 6  | MED | Xavi Hernández  | 56' |
| 24 | DEF | Jérémy Mathieu  | 78' |
| 7  | DEL | Pedro Rodríguez | 78' |

| Anotado | 80' | Iñaki Williams | 1-3 |

| Anotado | 20' | Lionel Messi | 0-1 |
| Anotado | 37' | Neymar       | 0-2 |
| Anotado | 74' | Lionel Messi | 0-3 |

| Amonestado | 42' | Andoni Iraola    |
| Amonestado | 57' | Mikel Balenziaga |
| Amonestado | 66' | Iñaki Williams   |
| Amonestado | 87' | Aritz Aduriz     |

| Amonestado | 41' | Gerard Piqué    |
| Amonestado | 88' | Neymar          |
| Amonestado | 90' | Sergio Busquets |

| Árbitro                                                      | Carlos Velasco Carballo   |
| Árbitros asistentes                                          | Roberto Alonso Fernández  |
| Árbitros asistentes                                          | Juan Carlos Yuste Jiménez |
| Cuarto árbitro                                               | Carlos del Cerro Grande   |
| Reporte Archivado el 10 de julio de 2018 en Wayback Machine. |                           |

|                     |
| Bandera de Cataluña |
| Campeón             |
| FC Barcelona        |
| 27.º título         |